# Abadía de Landévennec

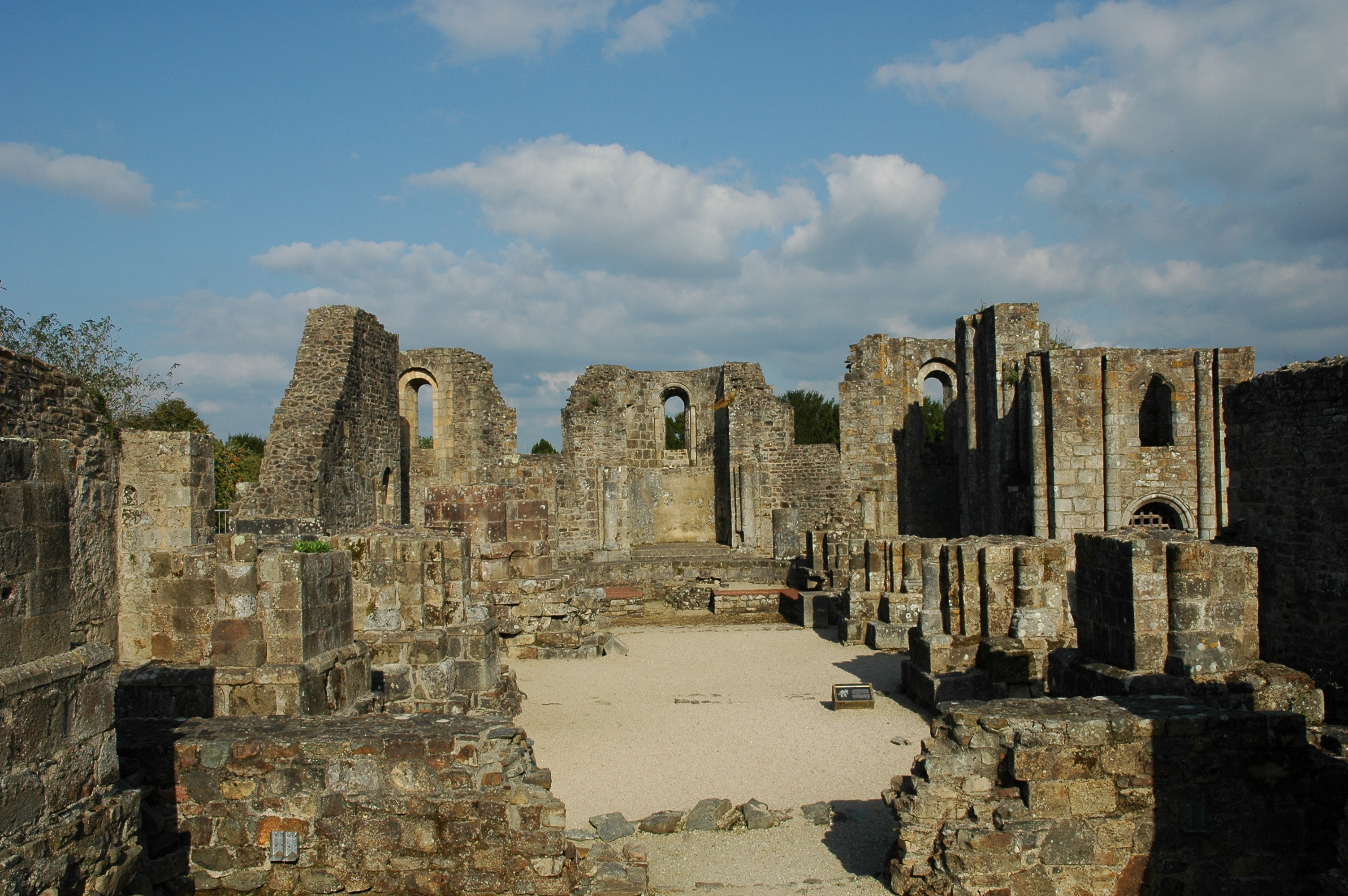
Ruinas de la abadía de Landévennec.

La abadía de Landevennec, ubicada en la actual comuna bretona de Landévennec (Finisterre) fue una antigua abadía francesa fundada en el siglo Vl, que tiene la reputación de haber sido fundada por el mismo san Guénolé (461-532). Tras haber sido disuelta en 1793, fue reinaugurada en 1958. La mayoría de los edificios abaciales que se conservan están en ruinas.

## Etimología y orígenes
Según una etimología muy dudosa, Landévennec significaría el monasterio (en bretón lan) del (pequeño) Guénolé (Guinnoc); pero Gwinnog es el nombre de otro santo bretón, y la forma antigua del nombre del santo fundador en bretón es Wingalloe.
Discípulo de Budoc, que se había establecido con algunos monjes en la isla de Lavret, cercana a la isla de Bréhat, (hoy en el departamento de Côtes-d'Armor), Guénolé se estableció junto a otros once compañeros en un punto del estuario del río Aulne (Finisterre). Logró la amistad de Gradlon, el primer rey de Cornouaille, contemporáneo de san Corentin, considerándose a este último como el primer obispo de Quimper.
La vida de san Guénolé nos ha llegado a través de sus dos hagiografías, redactadas en el siglo IX por el abad Gurdisten y el monje Clemente, cuyo texto es proseguido por Gurdisten.
San Guénolé tomó parte considerable en la evangelización del Cornualles francés (no confundir con el británico) y la abadía de Landévennec se convirtió a partir de entonces en la principal fuente de las instituciones monásticas de Bretaña.
Esta abadía seguía la regla de los Escotos, en la tradición del cristianismo celta. Los monjes irlandeses, o escotos, iban vestidos con una túnica a menudo de color blanco y de una vestimenta con capuchón en tela gruesa de lana.
Obediencia, pobreza y castidad eran estrictamente practicadas por los monjes bretones. "Dedicaos al estudio con humildad, sin enorgulleceros de vuestra ciencia, someteos al trabajo manual con humildad y contrición de corazón, sin buscar la alabanza de los hombres en el ejercicio de vuestro arte, sin despreciar al ignorante, insistid sin cesar en la plegaria acompañada por ayunos y velas". Estas eran las recomendaciones hechas por Budoc, el maestro de sant Guénolé.
Según la tradición, el sucesor de san Guénolé fue san Gwenaël, a quien el abad había acogido de joven en el monasterio.
En 818, el emperador Luis I, hijo de Carlomagno, llegado para acabar con la rebelión de un tal Morvan, y persuadido de que su poder provenía de Dios, solicitó al abad Matmonoc, en Priziac, cerca de Gourin (Morbihan), que renunciase a "sus costumbres escotas" y pasase a seguir la regla de San Benito. Sin embargo, hay que notar que ello no supuso la eliminación de la especifidad bretona: de ello ofrecen testimonio las miniaturas de los manuscritos del scriptorium.
La integración en el sistema carolingio tiene su origen en Nominoe, que fija las sedes episcopales de Saint-Pol-de-Léon y de Quimper, ya que las sedes de Tréguier y Saint-Brieuc no fueron creadas hasta el siglo X.

## Historia
El gran giro en la historia del monasterio se produce con motivo de las invasiones normandas, que se dirigen especialmente contra los monasterios desde 884.
En 913, Landévennec fue saqueada y posteriormente incendiada por los vikingos. Los monjes huyeron y se llevaron consigo sus reliquias, especialmente las de san Guénolé, así como sus manuscritos, y se refugiaron en Montreuil-sur-Mer, donde crearon una nueva abadía bajo la advocación de sant Guénolé (denominada localmente "san Walois").
Los jefes huyeron igualmente con gran número de bretones, sea a Gran Bretaña, sea hacia territorio franco. Ello suponía el fin del reino bretón. El cielo se oscurece sobre la vida económica, intelectual y religiosa, en espera del renacimiento del esfuerzo demográfico en el siglo XII: La lengua bretona retrocede, el poder político se desplaza hacia la Alta Bretaña, primero hacia Rennes y posteriormente hacia Nantes. El contacto con los francos y el aprendizaje que monjes y jefes habían hecho de la lengua romance durante su éxodo tuvieron como consecuencia la reducción del bretón a una lengua no escrita, relegada meramente al intercambio oral. Adicionalmente, ahora era a Saint Benoit sur Loire, o aún más allá, en Francia o en Gran Bretaña, donde había que acudir para venerar a los santos bretones. La desposesión de los cuerpos de los santos había privado a Bretaña de la riqueza económica que representaban en la época los viajes de los peregrinos para visitar las reliquias. Como complemento de todo ello, las abadías bretonas habían sido privadas de sus manuscritos y de sus sabios, con lo que las escuelas monásticas bretonas que enseñaban las ciencias profanas a los niños y jóvenes de las aldeas cercanas a los monasterios, dotándoles de una mínima cultura intelectual, ya no serían jamás grandes escuelas.
No obstante, la liberación de Bretaña fue organizada por el monje Juan, abad de Landévennec, que dirigía la colonia bretona refugiada en Montreuil-sur-Mer. Durante un viaje a través de Bretaña, Juan se dio cuenta de que los bretones que se habían quedado en su tierra natal estaban impacientes por sacudirse el yugo normando y que los normandos vivían en una tan profunda sensación de seguridad que podían ser sorprendidos y derrotados con facilidad por un ataque sorpresa. Juan contactó con el príncipe Alain, hijo del conde de Poher Matuedoi, y nieto de Alano el Grande, que se hallaba refugiado en la corte de Athelstan, rey de Inglaterra. Alano aceptó ponerse al frente del movimiento. Desembarcado en Bretaña, Alano mantuvo combates con resultado favorable en Dol y en Saint-Brieuc (936). Logró apoderarse de Nantes, lo que trajo como consecuencia que los normandos abandonasen la fachada marítima del Loira. Tras sus victorias, Alano, a quien la Historia da el sobrenombre de Barba Tuerta, fue reconocido como titular del ducado de Bretaña, como Alano II de Bretaña (937).
Alano II otorgó a la abadía la parroquia de Batz-sur-Mer, el monasterio de Saint-Médart-de-Doulon, y las iglesias de Saint-Cyr y Sainte-Croix, situadas en Nantes.
A mediados del siglo XI se comenzó la construcción de la iglesia abacial románica. Es igualmente de esta época la compilación del cartulario de Landévennec que se conserva en Quimper, en la Biblioteca municipal, ms.15)
En 1793, la abadía benedictina de Landévennec, en la que ya únicamente quedaban cuatro monjes, fue abandonada, siendo posteriormente vendida como bien nacional. A lo largo de todo el siglo XIX cambió seis veces de propietario.
En las festividades de Bleun Brug el abad Yann-Vari Perrot hizo representar una obra histórica sobre el monje Juan, abad de Landévennec, imagen de la renovación religiosa y nacional según su autor. 

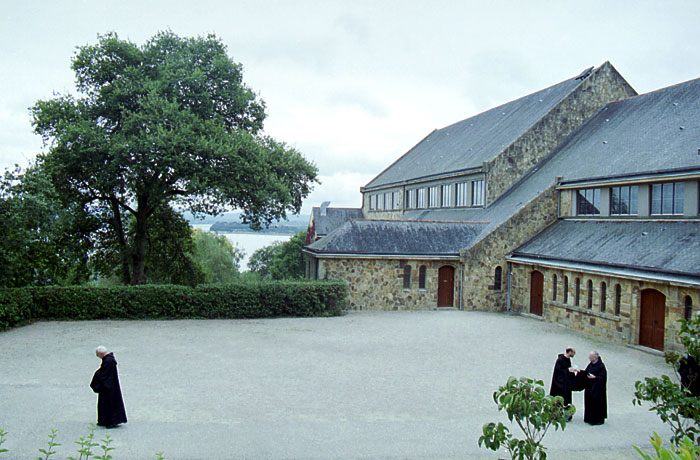
Nueva abadía de Landévennec.

El 18 de junio de 1950, finalmente, se tomó la decisión de adquirir la abadía con fondos públicos, tras numerosas negociaciones y tras superar las dificultades económicas presentadas.
La nueva abadía fue inaugurada el 7 de septiembre de 1958 en presencia de los obispos y abades bretones, abades de la Orden Benedictina y de una muchedumbre que no podía contener su entusiasmo.